# Il triangolo giallo
Il triangolo giallo é um seriado italiano produzido pela Tiber-film, em 4 episódios, sob direção de Emilio Ghione. Teve seu lançamento na Itália em outubro de 1917. Os personagens seriam usados no seriado seguinte de Emilio Ghione, I Topi Grigi, e em vários de seus filmes.

## Elenco
- Emilio Ghione	 ...	Za la Mort
- Kally Sambucini	 ...	Za la Vie
- Olga Virgili		 ...	Carmencita (creditada Odette De Virgili)
- Ignazio Lupi
- M. Matsumato	 ...	Japonês
- Alfredo Martinelli	 ...	Enriquez

## Capítulos
1. I cavalieri del Triangolo
2. Acqua che parla
3. Il mattone insanguinato
4. La rivincita di Za.

## Personagens
Em 1914, Ghione criou o primeiro filme com sua personagem Za La Mort, interpretada por Nelly La Gigolette, que foi um grande sucesso. Após este sucesso e sua mudança para a Tiber Film, Ghione criou uma sequência chamada Za La Mort (1915), que desenvolveu o personagem e introduziu um companheiro, Za La Vie, interpretado por Kally Sambucini. Ghione criou um total de treze filmes com Za La Mort e três seriados entre 1914 e 1924, os quais foram muito bem sucedidos comercialmente.
O personagem de Za La Mort, um apache parisiense, era instável ao longo da série. A cultura parisiense da Belle Époque, entre o final do Século XIX e o início da Primeira Guerra Mundial, teve entre seus marcos as gangues do submundo conhecidas como “Les Apaches”, cujo nome deriva do fato de sua suposta selvageria ter sido atribuída, pelos europeus, como comparável às tribos nativas norte-americanas dos Apaches. Em alguns filmes, Za La Mort foi um criminoso cruel, assassino, sedutor, enquanto em outros, ele era romântico, fiel, vingador do submundo, semelhante a Judex, de Louis Feuillade.
A série de Za La Mort principalmente foi definida em um imaginário de Paris, com alguns episódios na América e locais tropicais exóticos. Apesar das inconsistências de enredo e personagem, e principalmente comentários críticos negativos, as exóticas e emocionantes aventuras de Za La Mort capturaram a imaginação do público e Ghione tornou-se uma das estrelas mais reconhecidas do cinema mudo italiano.